# 카인과 아벨 (2018년 드라마)
《카인과 아벨》(타갈로그어: Cain at Abel)는 2018년 방영된 필리핀의 드라마이다.